# Georgiana Dedu
Georgiana Dedu (n. 20 ianuarie 1996, Călărași, Călărași, România) este o canotoare română. A reprezentat România la Jocurile Olimpice de vară din 2020 de la Tokyo.
Cu echipajul de 8+1 a câștigat medalia de aur la Campionatele Europene din 2020 și la Campionatele Europene din 2021.